# Кюлюн-Перталампи
Кюлюн-Перталампи — озеро на территории Ребольского сельского поселения Муезерского района Республики Карелия.

## Общие сведения
Площадь озера — 0,6 км², площадь водосборного бассейна — 5,3 км². Располагается на высоте 188,1 метров над уровнем моря.
Форма озера лопастная, продолговатая: вытянуто с северо-запада на юго-восток. Берега каменисто-песчаные.
С северо-восточной стороны озера вытекает безымянный ручей, впадающий в Лексозеро, откуда через реки Сулу и Лендерку воды в итоге попадают в Балтийское море.
Менее чем в километре к западу от водоёма проходит дорога местного значения 86К-174 («Реболы — Лендеры — госграница»).
Код объекта в государственном водном реестре — 01050000111102000010236.